# 데시오국
데시오국(일본어: 天塩国, てしおのくに)는 메이지 시대, 홋카이도에 설치되었던 일본의 구니이다. 현재의 루모이 지청 전부, 가미카와 지청의 북부(현재 가미카와 종합진흥국 소속으로 넘어온 호로카나이정은 제외), 소야 지청의 도요토미정에 해당한다.